# Yummy (canción de Inna)
«Yummy» —en español: «Delicioso»— es una canción de la cantante rumana Inna. El sencillo fue publicado el 9 de diciembre del 2022. 
El 6 de enero del 2023 se publicó una versión alternativa en colaboración de la rapera británica Stefflon Don. Un video musical se lanzó en YouTube el 27 de enero del mismo mes en el canal oficial de Inna, además con la participación de la cantante albanesa Dhurata Dora.